# Dekanat bodzanowski
Dekanat bodzanowski – dekanat diecezji płockiej z siedzibą w Bodzanowie. Dekanat obejmuje 11 parafii.
Księża funkcyjni (stan na dzień 5 września 2024):
- dziekan – ks. kan. Włodziemierz Dzieńkowski, proboszcz parafii pw. św. Anny w Blichowie,
- wicedziekan – ks. kan. mgr Andrzej Konwerski, proboszcz parafii pw. Przemienienia Pańskiego w Daniszewie,
- ojciec duchowny księży – ks. kan. mgr Andrzej Konwerski, proboszcz parafii pw. Przemienienia Pańskiego w Daniszewie

Lista parafii (stan na dzień 21 sierpnia 2018):
| Lp | Miejscowość / parafia                           | Czas powstania | Proboszcz / administrator                 | Zdjęcie | Strona www |
| -- | ----------------------------------------------- | -------------- | ----------------------------------------- | ------- | ---------- |
| 1  | Blichowo św. Anny                               | poł. XIV w.    | ks. kan. Włodzimierz Dzieńkowski od 2001  |         | → www      |
| 2  | Bodzanów Wniebowzięcia Najświętszej Maryi Panny | XIII w.        | ks. mgr Krzysztof Świerczyński od 2025    |         |            |
| 3  | Bulkowo Świętej Trójcy                          | 1385           | ks. mgr Sławomir Trzaska od 2016          |         |            |
| 4  | Daniszewo Przemienienia Pańskiego               | XII–XIII w.    | ks. kan. mgr Andrzej Konwerski od 2016    |         |            |
| 5  | Łętowo św. Jana Chrzciciela                     | XIII w.        | ks. mgr Tomasz Tomczak od 2023            |         | → www      |
| 6  | Miszewko Strzałkowskie św. Mikołaja             | XV w.          | ks. kan. mgr Zbigniew Cichewicz od 2008   |         |            |
| 7  | Miszewo Murowane św. Anny                       | 1404           | ks. mgr Piotr Gadomski od 2020            |         |            |
| 8  | Pilichowo św. Marii Magdaleny                   | koniec XIV w.  | ks. mgr Sławomir Trzaska od 2016          |         |            |
| 9  | Radzanowo św. Floriana                          | XIV w.         | ks. mgr Andrzej Kopczyński od 2019        |         | → www      |
| 10 | Święcieniec św. Wincentego i Anastazego         |                | ks. Waldemar Obrębski od 2001             |         |            |
| 11 | Zakrzewo Kościelne św. Apostołów Piotra i Pawła | XII w.         | ks. mgr Tomasz Kazimierz Milewski od 2019 |         |            |